# Campeonato de Apertura 1955 (Perú)
El Campeonato de Apertura 1955 fue la decimoprimera edición de este torneo donde participaron los cuatro mejores equipos del Campeonato Peruano de Fútbol de 1954. El campeón fue Alianza Lima. La organización correspondía a la Asociación No Amateur (ANA), antigua denominación de la actual Asociación Deportiva de Fútbol Profesional (ADFP).

## Formato
El torneo se jugó en un sistema de todos contra todos a una sola rueda y se otorgaba dos puntos por partido ganado, un punto por partido empatado y ninguno por partido perdido. El campeón sería el que más puntos acumule, en caso de igualdad de puntos se jugaba un partido de desempate por el título.

## Equipos participantes
| Club                      | Vía de clasificación                                |
| ------------------------- | --------------------------------------------------- |
| Alianza Lima              | Campeón del Campeonato Peruano de Fútbol de 1954    |
| Sporting Tabaco           | Subcampeón del Campeonato Peruano de Fútbol de 1954 |
| Universitario de Deportes | Tercero del Campeonato Peruano de Fútbol de 1954    |
| Centro Iqueño             | Cuarto del Campeonato Peruano de Fútbol de 1954     |

## Partidos
1ª ronda
| Fecha              | Lugar                    |                           | Resultado |                 |
| ------------------ | ------------------------ | ------------------------- | --------- | --------------- |
| 22 de mayo de 1955 | Antiguo Estadio Nacional | Alianza Lima              | 3-0       | Centro Iqueño   |
| 22 de mayo de 1955 | Antiguo Estadio Nacional | Universitario de Deportes | 3-2       | Sporting Tabaco |

 2ª ronda
| Fecha              | Lugar                    |               | Resultado |                           |
| ------------------ | ------------------------ | ------------- | --------- | ------------------------- |
| 25 de mayo de 1955 | Antiguo Estadio Nacional | Centro Iqueño | 4-2       | Universitario de Deportes |
| 25 de mayo de 1955 | Antiguo Estadio Nacional | Alianza Lima  | 6-1       | Sporting Tabaco           |

 3ª ronda
| Fecha              | Lugar                    |               | Resultado |                           |
| ------------------ | ------------------------ | ------------- | --------- | ------------------------- |
| 29 de mayo de 1955 | Antiguo Estadio Nacional | Alianza Lima  | 1-1       | Universitario de Deportes |
| 29 de mayo de 1955 | Antiguo Estadio Nacional | Centro Iqueño | 0-1       | Sporting Tabaco           |

## Tabla de posiciones
| Pos. | Equipo                    | PJ | PG | PE | PP | GF | GC | Dif. | Puntos |
| ---- | ------------------------- | -- | -- | -- | -- | -- | -- | ---- | ------ |
| 1°   | Alianza Lima              | 3  | 2  | 1  | 0  | 10 | 2  | +8   | 5      |
| 2°   | Universitario de Deportes | 3  | 1  | 1  | 1  | 6  | 7  | -1   | 3      |
| 3°   | Centro Iqueño             | 3  | 1  | 0  | 2  | 4  | 6  | -2   | 2      |
| 4°   | Sporting Tabaco           | 3  | 1  | 0  | 2  | 4  | 9  | -5   | 2      |

|                                |
| Campeón Campeonato de Apertura |
| Alianza Lima 4to título        |